# Faixa governamental

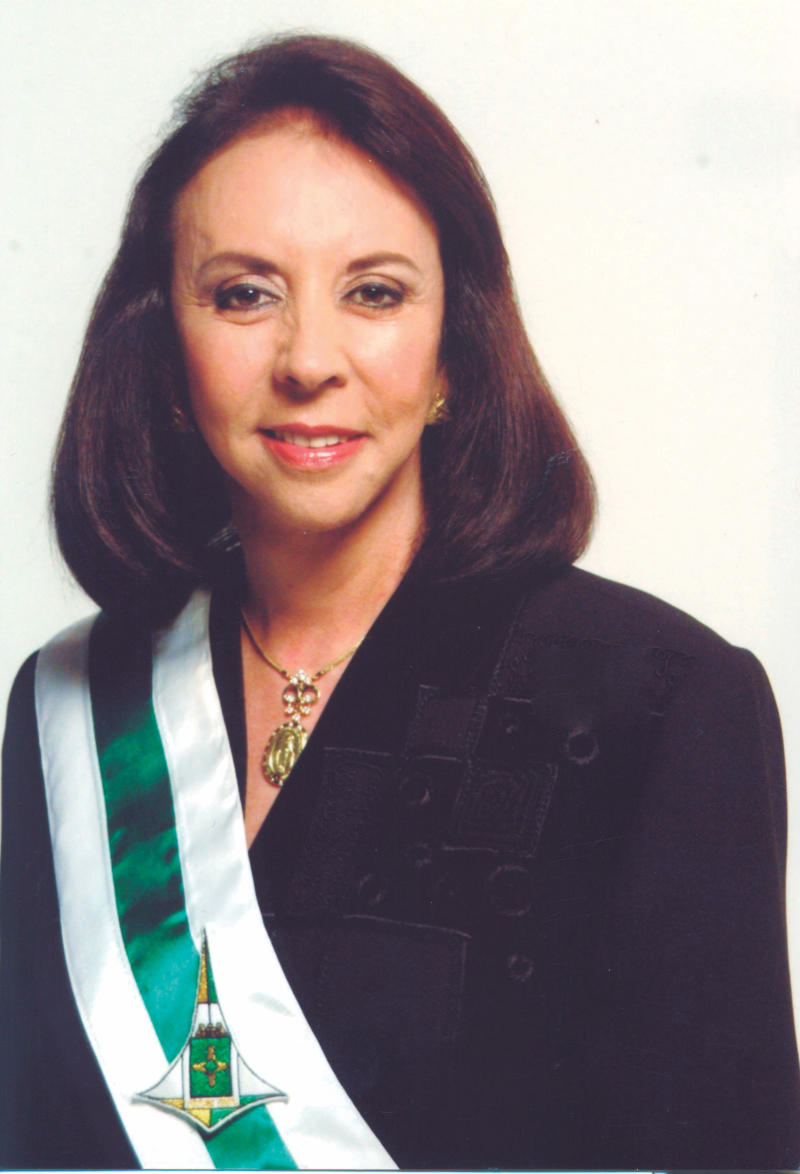
Maria de Lourdes Abadia com a Faixa de Governadora do Distrito Federal

Assim como a faixa presidencial, a faixa governamental (também conhecida como faixa de governador) é comum em várias partes do mundo como distintivo do cargo de governador de entes que compõem uma federação e ou nação. Em geral é constituída em tecido adornado com elementos dos símbolos dos estados, províncias ou departamentos, sendo usada no ritual de posse, em algumas solenidades e na foto oficial.
No Brasil, os governadores do Acre, Amapá, Amazonas, Ceará, Distrito Federal, Espírito Santo, Goiás, Pará, Paraíba, Piauí, Maranhão, Mato Grosso, Mato Grosso do Sul, Rio de Janeiro, Rondônia, Sergipe e Tocantins têm a faixa governamental como simbologia do cargo, apesar de não ser um ornamento oficial em todos esses estados.
As faixas governamentais mais novas são a do Distrito Federal, criada em 2006, e a do Mato Grosso do Sul, criada em 2005.

## Significado
A simbologia de uso dessas faixas pressupõe responsabilidade, compromisso e honra. A ex-governadora do Distrito Federal, Maria de Lourdes Abadia, ao passar a faixa ao sucessor, fez a referência: "Honre essa faixa. Ela pesa, é para poucos e nos conduz para as páginas da história".[carece de fontes?]

## Faixas dos estados brasileiros
- Acre - a faixa é formada por listras nas cores verde e amarelo, contendo o Brasão do Acre no frontal.[carece de fontes?] A faixa compõe a foto oficial do governador.[1]
- Amapá - a faixa é formada por três listras nas cores verde, amarelo e azul, em igual tamanho, tendo no frontal o Brasão do Amapá dentro de um círculo na cor branca.[carece de fontes?] Cada listra é separada por uma faixa na cor dourada.
- Amazonas - a faixa é desenhada com uma listra vermelha fina nas bordas; com outra de igual metragem na estreborda e com uma listra azul grossa no meio contendo o brasão do Amazonas.[carece de fontes?]
- Ceará
- Distrito Federal - atualmente é a mais nova faixa do gênero, no Brasil. Foi criada pelo decreto 26.678, de 24 de março de 2006[2], assinado pelo governador Joaquim Roriz. As medidas da faixa são, de acordo com o decreto, “1 metro de comprimento por 12 centímetros de largura, intercalada com três faixas, na cor branca nas laterais e na cor verde no entremeio, medindo cada uma 4 centímetros; terminando com uma roseta de 19 centímetros de diâmetro, com o Brasão do Distrito Federal aplicado em sentido central da faixa”.
- Goiás - a faixa tem uma listra verde e outra amarela com o Brasão de Goiás frontalizado.[3]
- Espírito Santo - é mais antiga que a Faixa presidencial, pois historiadores argumentam que em 1908 Jerônimo Monteiro, presidente do estado, já usou um faixa na posse.[carece de fontes?] Foi restaurada em março de 2010 por Janete Isetta nas cores azul celeste e rosa; com feitura em tafetá de seda e linha dourada e ostenta o Brasão do Espírito Santo na frente.[carece de fontes?] As faixas governamentais substituídas são guardadas para preservação no Palácio Anchieta, onde já repousam três.[carece de fontes?]
- Pará - a faixa é dividida em listras com as cores da bandeira do estado.[carece de fontes?]

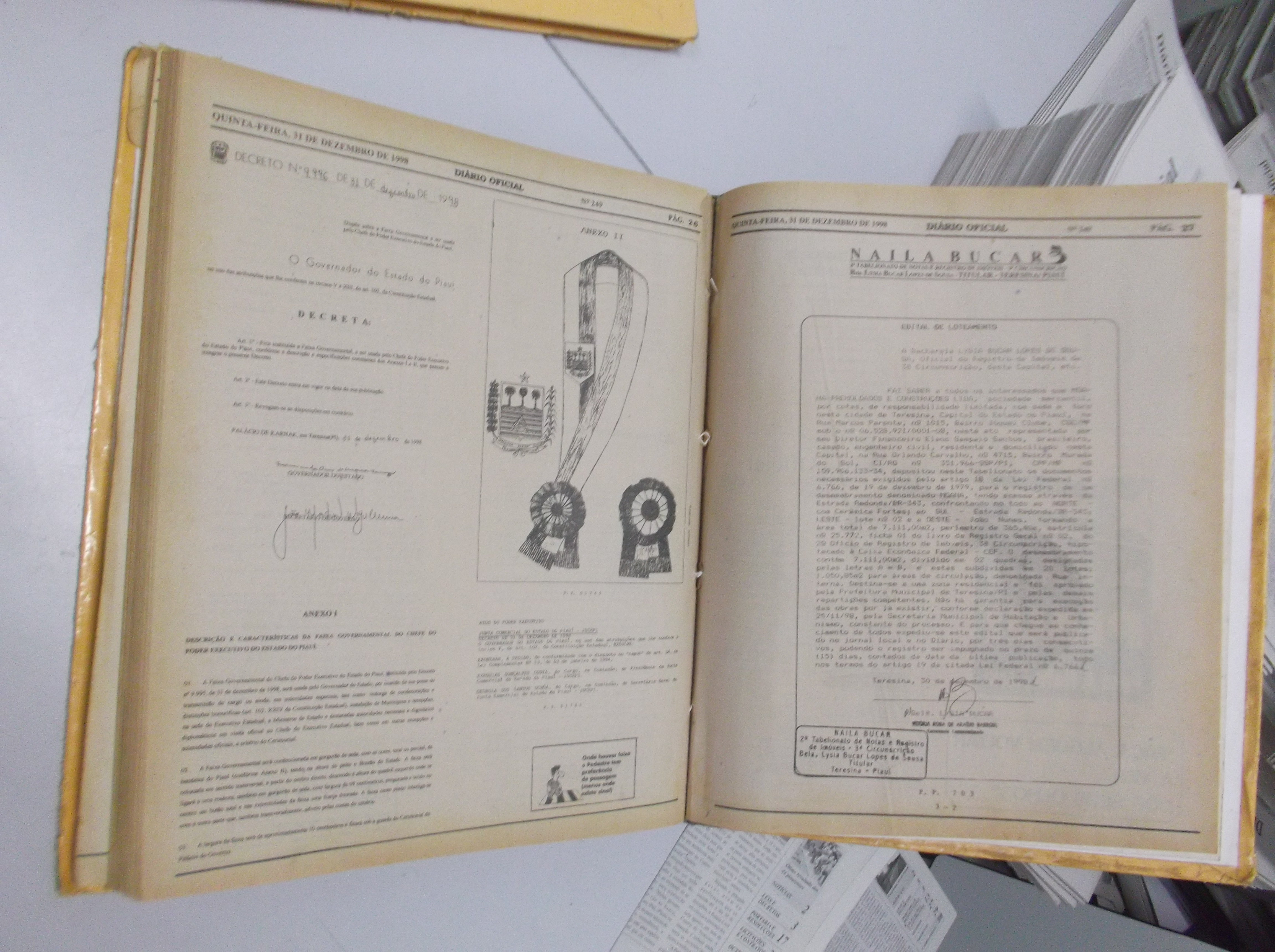
Diário Oficial do Piauí com o decreto que criou a faixa no estado.

- Piauí - a faixa foi criada no governo Mão Santa pelo decreto número 9.996[4], de 31 de dezembro de 1998, publicado na edição n° 249 do Diário Oficial do Estado do Piauí. Feita em acordo com a bandeira do estado como aponta o iten 02, anexo II, do referido decreto:"A faixa Governamental será confeccionada em gorgorão de seda, com as cores, total ou parcial, da Bandeira do Piauí, tendo na altura do peito o Brasão do Piauí. A faixa será colocada em sentido transversal, a partir do ombro direito, descendo à altura do quadril esquerdo onde se ligará a uma rosácea Roseta], também em gorgorão de seda, com largura de 9 centímetros, pregueada e tendo no centro um botão azul e nas extremidades da faixa uma franja dourada. A faixa neste ponto interliga-se com a outra parte que, também transversalmente, adveio pelas costas do usuário". Tem largura de aproximadamente 10 centímetros por cerca de um metro de cumprimento. O anexo II, do decreto 9996, registra que a faixa foi desenhada por Assis Santos. O Governador do Piauí usa-a em ocasiões solenes, notadamente: na cerimônia de posse, nas solenidades de entrega de comendas da Ordem do Mérito Renascença do Piauí e em 13 de Março, dia da Batalha do Jenipapo. Foi renovada em 2010 e a imprensa divulga que a faixa antiga fica entregue ao Museu do Piauí para preservação e exposição pública.
- Maranhão - a faixa é uma espécie de réplica estilizada da bandeira do estado.[carece de fontes?]

- Mato Grosso do Sul - a faixa foi criada em 2005, no governo de José "Zeca do PT" dos Santos, pela Lei n.° 3.143, de 20 de dezembro de 2005[5][6]. A faixa governamental, conforme o parágrafo único do artigo primeiro desta lei, tem como medidas: "2 metros de comprimento por 13 centímetros de largura, sendo a dimensão de 4 centímetros de largura na cor verde, 7,7 centímetros na cor azul e 1,3 centímetro na cor branca, no entremeio; terminará com uma roseta nas cores azul na parte externa de 4 centímetros, branco médio de 3 centímetros, tendo no centro um botão verde de 4 centímetros; e terá o Brasão do Estado bordado em sentido vertical na parte superior do busto".
- Rio de Janeiro - apesar de não possuir faixa oficial, em 2019, o governador Wilson Witzel mandou confeccionar uma faixa para si próprio. A faixa que utilizou é azul, com uma listra branca no meio, e ostenta o Brasão do estado do Rio de Janeiro à frente.[7][8][9]
- Rondônia - a faixa possui as cores da bandeira de Rondônia.[10]
- Sergipe - a faixa tem uma composição em azul com entremeio branco.[carece de fontes?]
- Tocantins - a faixa é formada pelas cores amarelo, branco e azul, possuindo um círculo frontal sobreposto pelo Brasão do Tocantins.[carece de fontes?]

## Faixa prefeital

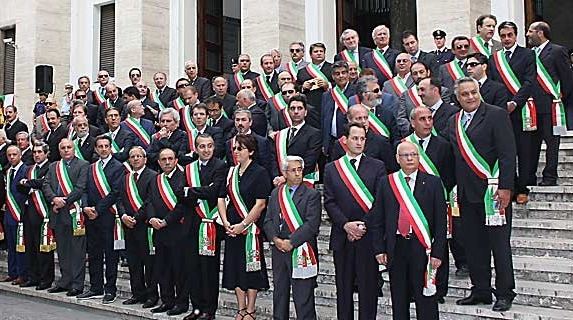
Imagem de prefeitos da província italiana de Cosenza em 2008

Faixa prefeital (ou faixa de prefeito(a)) é uma peça tiracolar em tecido, criada por lei municipal, produzida levando em consideração os símbolos oficiais de um município. Tem ritual idêntico à faixa presidencial, ou seja, funciona como um distintivo do cargo de prefeito municipal em diferentes partes do mundo. No Brasil e na Itália, esse ritual é bastante comum.
Alguns exemplos de municípios brasileiros que utilizam a faixa prefeital, estão: São Luís e Codó (Maranhão);  Fortaleza (capital do Ceará); São Miguel do Tapuio e Luzilândia (Piauí); Rio Branco (capital do Acre); Querência (Mato Grosso); Capanema (Pará); Ribeirão das Neves (Minas Gerais).
No Brasil, as medidas das faixas de prefeito(a) variam. Os cerimonialistas afirmam que muitas dessas faixas são produzidas tendo por base referencial o decreto de criação da faixa presidencial, no entanto sem relevar que a redação do mesmo ainda conserva a largura original de 15 centímetros, mas depois que a faixa presidencial passou a ser usada por fora do paletó (antes era usada por sob a casaca) sua largura foi reduzida para 12 centímetros. Assim, para uso em paletó uma faixa de 15 cm ficaria excessiva. A atual faixa presidencial foi construída conforme dispõe o decreto de criação original.[carece de fontes?]

## Galeria

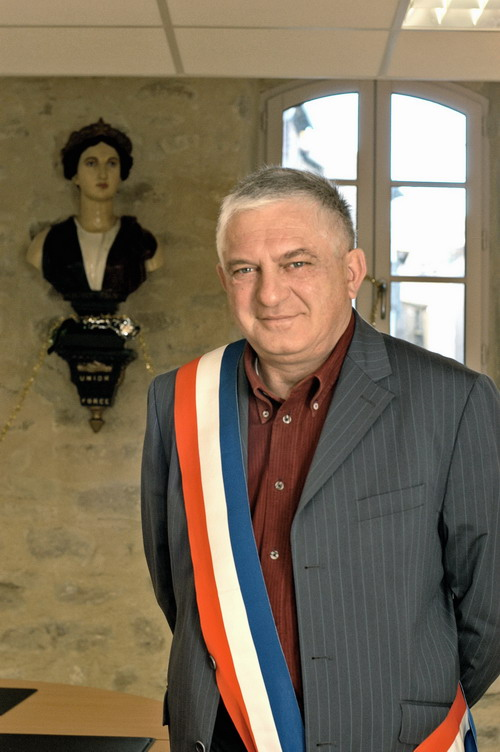
Gérard Schivardi, prefeito de Mailhac, na França, usando a faixa.
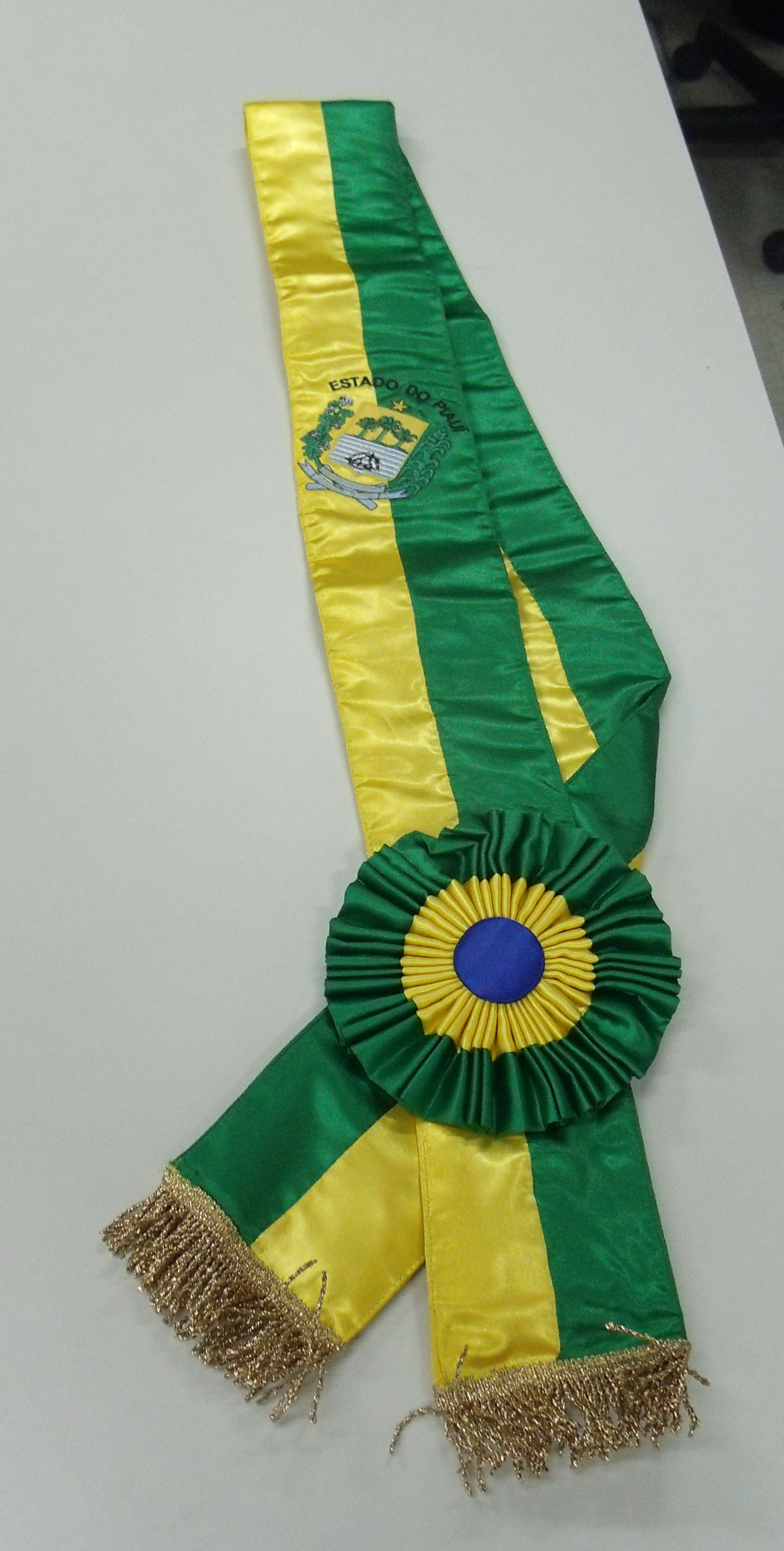
A nova Faixa Governamental do Piauí, feita em 2010
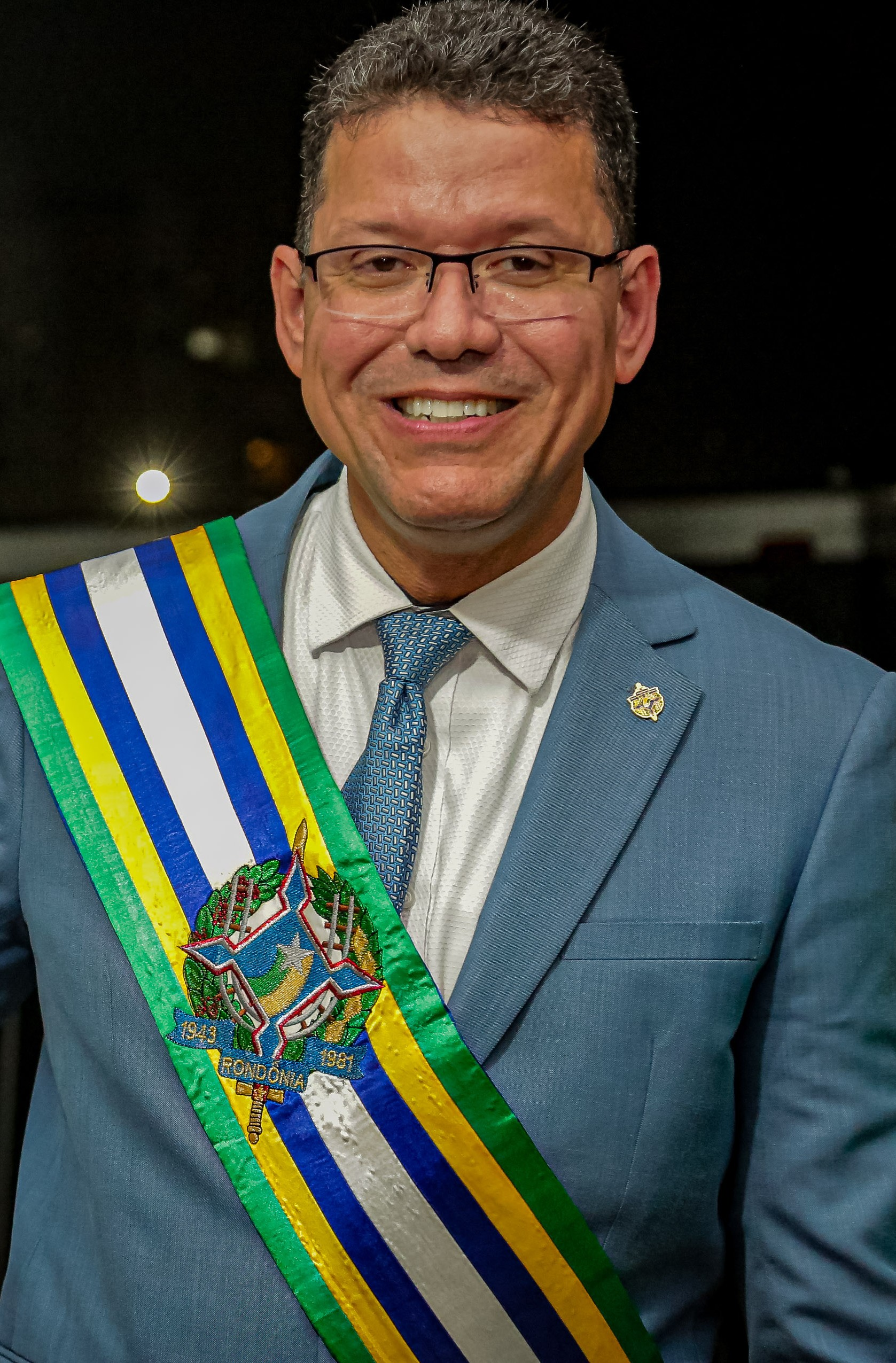
Marcos Rocha, com a faixa de governador de Rondônia.
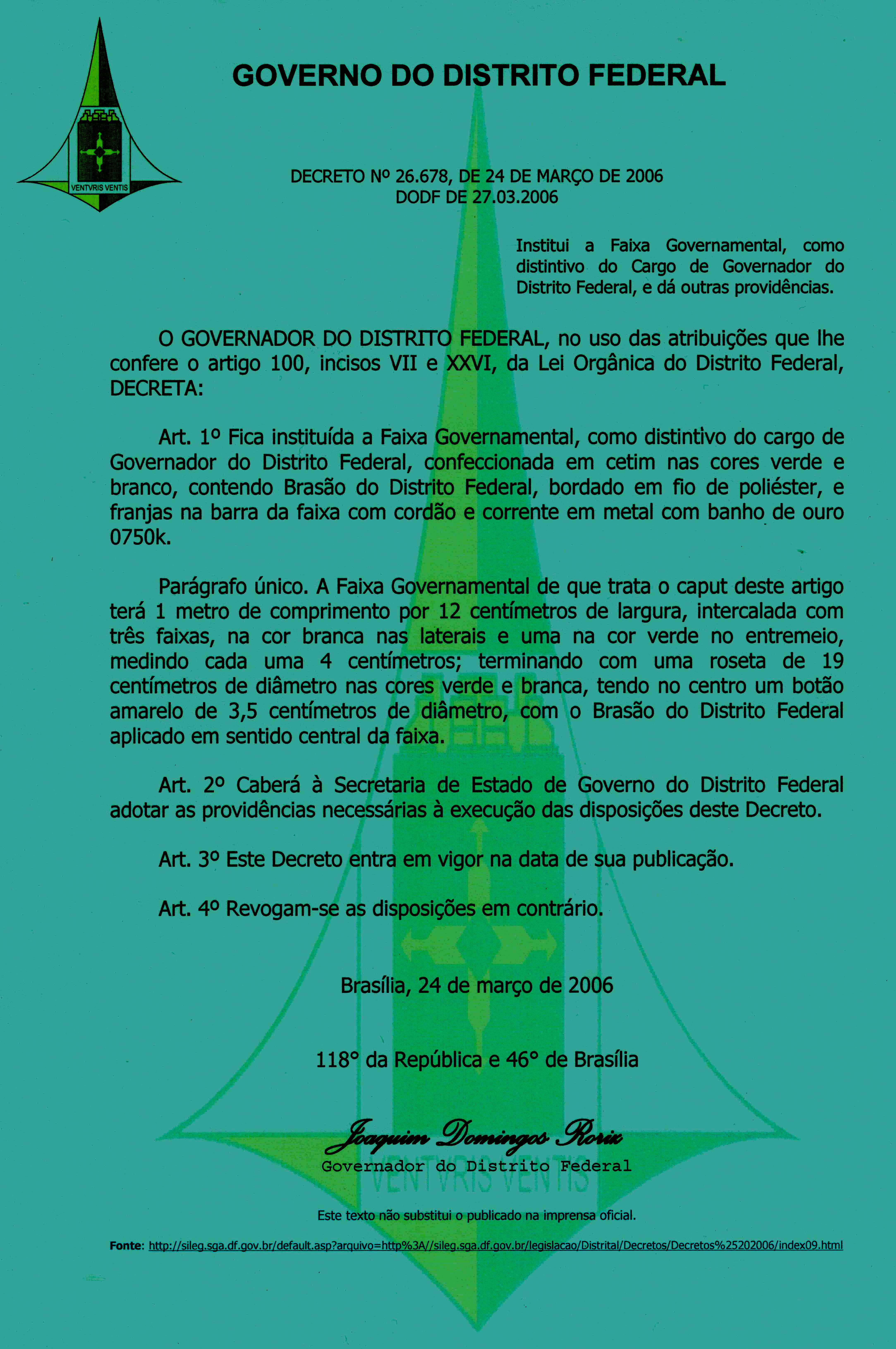
Decreto de criação da Faixa governamental do Distrito Federal
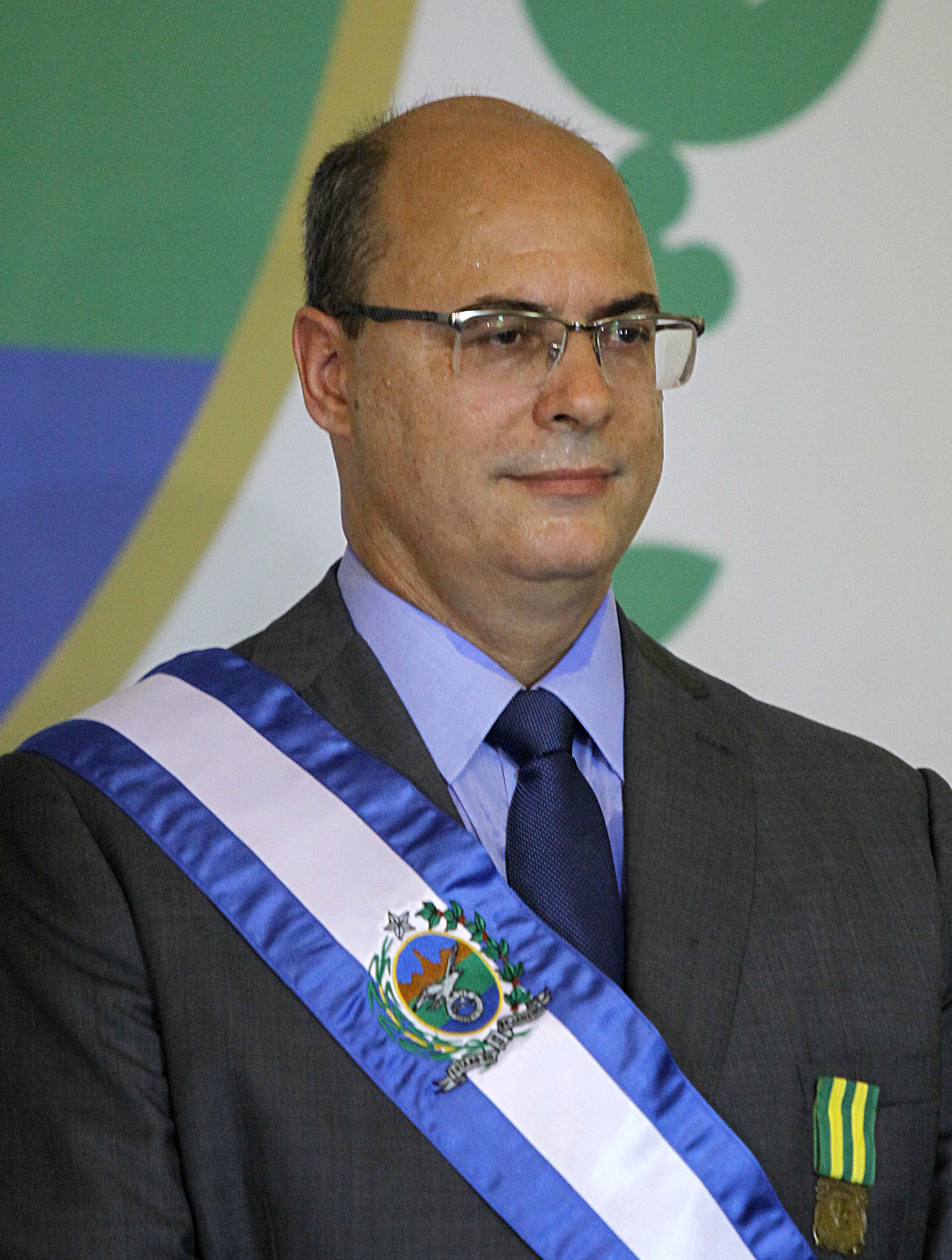
Governador do Rio de Janeiro, Wilson Witzel, com a faixa governamental confeccionada a seu pedido.
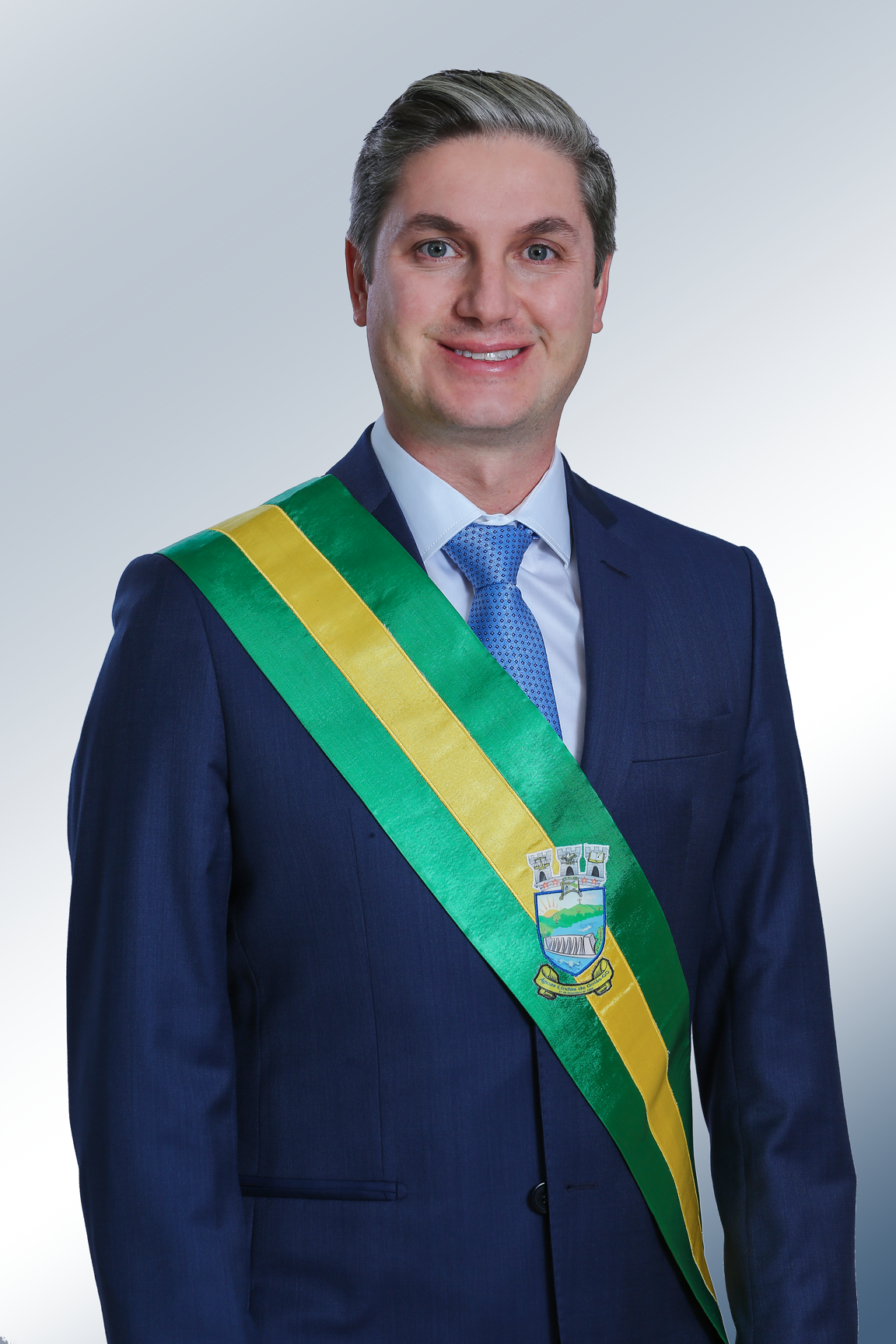
Lucas de Carvalho Antonietti, com a faixa prefeital de Águas Lindas de Goiás.
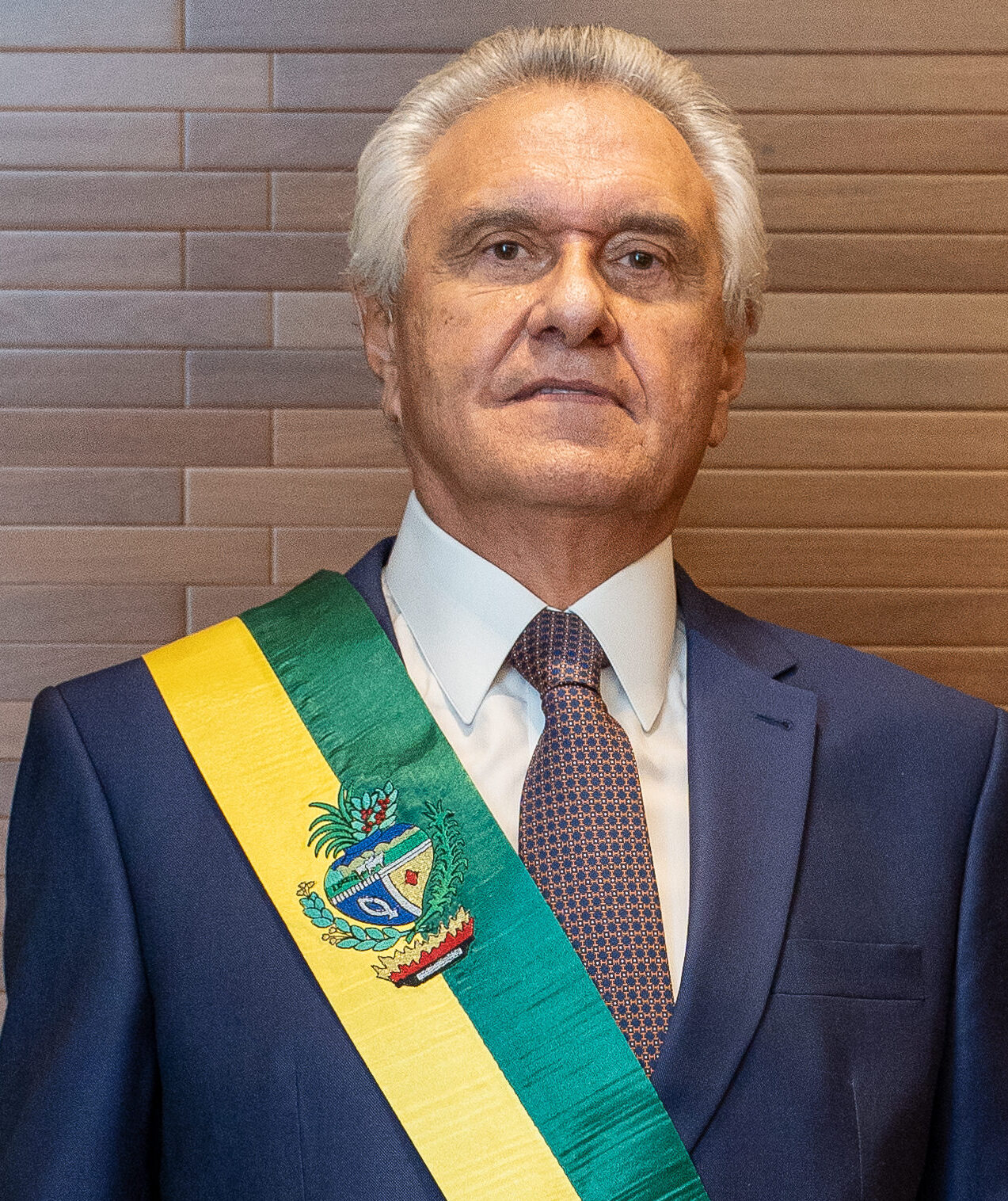
Ronaldo Caiado com a faixa governamental de Goiás, em 2023.